# Mortal Kombat: Deadly Alliance
A Mortal Kombat: Deadly Alliance 2002-ben megjelent verekedős játék, melyet a Midway Games fejlesztett és adott ki Xbox, PlayStation 2, Nintendo GameCube és Game Boy Advance platformokra. A Mortal Kombat franchise ötödik része, az 1997-es Mortal Kombat 4 folytatása. Ez volt az első olyan Mortal Kombat játék, amit kizárólag otthoni játékkonzolokra adtak ki, játéktermi gép formátumban nem jelent meg. A cselekmény a Quan Chi és Shang Tsung közti szövetségre összpontosít, akik egy ősi hadsereg feltámasztásával akarnak világuralomra törni. A többi Mortal Kombat-résztől eltérően Liu Kang ebben a feldolgozásban nem játszható karakter. Szintén ez volt az első hivatalos MK-játék, amelyben a sorozat társalkotója, John Tobias már nem vett részt.

## Szereplők

### Főszereplők
Quan Chi - Az árnyékvilágból megszökött Nekromanta.
Shang Tsung - Egy boszorkánymester, aki Shao Kahnt szolgálja.
Sonya - Egy "Speciális Erők"-tag.
Jax - Sonya felettese.
Nitara - Egy Vámpírlány a külvilágból.
Reptile - A Szaurinok utolsó egyede.
Cyrax - Sonya oldalán álló kiborg nindzsa.
Drahmin - Egy Oni.
Scorpion - A bosszúálló szellem, aki egyszer s mindenkorra meg akarja ölni sub zerót.
Sub-Zero-Volt Lin Kuei-tag. 
Kitana-Edénia hercegnője.
Frost - Sub zero szövetségese.
Hsu Hao - Egy kínai katona.
Mavado - Vörös Sárkány klán-tag.
Bo rai Cho - Shaolin Mester.
Kung Lao - Shaolin Harcos
Raiden - A viharisten.

### Titkos szereplők
Mokap
Blaze

## A szökés és szövetség
A Bukott isten, Shinnok száműzve lett örökre. Quan Chi ottragadt az árnyékvilágban.
Raiden és a földi harcosok békében élhetnek. De nem sokáig!
Quan Chi, a nekromanta meg tudott szökni az árnyékvilágból az utolsó átjáró segítségével.
A külvilágban találta magát, amit Shao Kahn uralt bukása óta.
Szomorúan vette észre Chi, hogy Shinnok egykori amulettje mostanára hasznavehetetlen lett.
Tudta, hogy egyedül nem mehet semmire, ezért kereste fel Shang Tsung-ot, a boszorkánymestert.
Tsung ideiglenesen kiszabadult Shao Kahn börtönéből és mikor meghallotta az ötletet Chi-től, hogy ketten legyőzhetik a külvilág császárát, azonnal belement a szövetségbe.
Első útjuk Shao Kahnhoz vezetett, akit összefogva hamar legyőztek.
A külvilág végre az övüké lett. De mégis a stratégiailag legfontosabb terület a föld volt.
Shang Tsung és a nekromanta magukat álcázva jutottak be a Wu Shi Akadémiára.
A boszorkánymester megtámadta az éppen edzést tartó Liu Kang-ot. Először a tornabajnok bizonyult jobbnak, de Quan Chi segítségével a boszorkány győzött. Kivégezte és elrabolta a torna címvédő lelkét. Liu Kang halott.
A Halálos szövetség bizony megállíthatatlannak tűnt.

## Nitara, a vámpírlány és Reptile
Nitara egy teljesen új karakter az MK univerzumban. 
Egy vámpírlány, aki fajtársaival ellentétben nem gonosz, sem önző, egyszerűen csak saját magát irányítja. 
A vámpírok valahol a külvilág egyik eldugott és sötét csücskében élnek. Számuk alig éri el a 300-at. Shao Kahn szorította őket ide, amiért nem voltak képesek a császárt szolgálni. 
Egy óriás átjáró segítségével elmenekültek a mostani élőhelyükre, ennek ellenére gyakran terrorizálják őket a császár pusztító csapatai. 
Nitara egy vámpírlány, aki a vérszívók mesterének egyetlen lánya. 
Kicsit öntörvényű, így ha fejébe vesz valamit attól nem tántorodik el egyhamar. 
Elhatározta, hogy az átjárót, ami összeköti őket Shao Kahnal, elpusztítja. Ehhez viszont magát a császárt kell megölnie. 
Barangolt a vérszívók földjén és alig telt bele egy-két óra, megtalálta a portált. 
Azonban egy hatalmas lávafolyam állta az útját. Shao Kahn csapatai csinálták ezt, hogy a vámpírok ne tudjanak visszajönni egykönnyen a császár földjére. 
A folyam közelében észrevett egy sárga kiborgot, ami valószínűleg a terepet deríti fel. 
pár méterre volt a lávától, ami arra utalt, hogy páncélzata ellenáll több ezer foknak. 
Cyrax volt az. Nitara sokáig figyelte és követte, amíg hamarosan bele nem botlott a céltalanul bolyongó Reptileba. Felajánlotta a vámpírlány a segítségét cserébe, ha Reptile megtámadja a kiborgot. Az őrület határán álló hüllő nem tehetett mást, elfogadta. 
Megtámadta Cyraxet. A kiborgot meglepte a támadás, menekülni készült az átjárón keresztül, de Reptile ezt megakadályozta. 
Cyrax súlyos sérüléseket szenvedett, de titokban le tudott adni egy vészjelzést Sonyának és Jaxnek. 
Nitara büszke volt a szaurinra és felfogadta társának. Érdekes módon jutott át a vérszívó a forró lávafolyamon. A kiborgot használta csónaknak.

## A gyülekezés és a sárkányok háborúja
A Shinnok támadásakor legyengült idősebb istenségek fülébe hamar eljutott a hír, hogy Quan Chi és Shang Tsung szövetkezett. 
Tudták, hogy ők lesznek a halálos szövetség új célpontjai, így Raident bízták meg a földi harcosok összehívásával. 
Johnny Caget a volt filmsztárt ismét feltámasztották, Kitana eljött Edéniából a földiek segítésére, Kung Lao meg akarta bosszulni Liu Kang halálát, Sonya és Jax meg akarták menteni a vészjelzést leadó Cyraxet, Kano felszabadult Shao Kahn kezeiből, mivelhogy a császárt megölték. 
Sub-Zero továbbra is bujkál Sektor elől, segítségére van Frost nevű tanítványa. 
Scorpion ezúttal Quan Chit üldözi, amiért kiderült, hogy a nekromanta mészárolta le a családját. 
Egy koreai rendőr, Hsu Hao a boszorkánymestert üldözi. Shang Tsung ellen körözést adtak ki.
A Halálos szövetség elleni hadjárat mellett egy másik háború is lejátszódik. 
Mavado a fekete sárkány klán legtehetségesebb tagja végleg el akarja pusztítani a vörös sárkány 
utolsó, vak tagját, Kenshit.

## Totális háború
Raiden és a földi harcosok nem késlekedtek sokáig. 
A viharisten gondolta, hova vezet a halálos páros útja.  A lélekfogóba. 
Csapatát részekre osztotta, hogy különböző irányokban kezdjék meg Chi és Tsung keresését. 
Sonya és Jax megtalálta egy lávafolyam mellett a halál szélén álló Cyrax-et. 
A páncélja teljesen odalett, a központi processzora szinte teljesen megsemmisült. 
Hazavitték a főhadiszállásra meggyógyítani. 
Raidennek ez a hír nem tetszett, de mit lehet tenni? Tudta, hogy egyedül ő tudja legyőzni a halálos szövetséget most, hogy nincsen Liu Kang. 
Sub-Zero Edéniába ment Frostal, hogy Kitanat figyelmeztessék, de ekkorra a hercegnő régen Raiden csapatával volt. Közben Sektor rátalált a két nindzsára. 
Egy rövid csata után Sektor központi processzora fölrobbant. 
A kiborg többé nem jelentett veszélyt. Sajnos Frost megsérült súlyosan, ezért Sub Zero kénytelen volt visszavonulni. 
Kitana találkozott útja során Scorpionnal akivel egy rövid csata alakult ki. 
Végül a hercegnő bizonyult jobbnak, de kegyelmezett a dühtől megvakult szellemnek. 
Hsu Hao belebotlott két Oni harcosba:Molochba és Drahminba. Az onik elég erős teremtmények voltak és meglehetősen szívósak. 
A Koreai rendőrnek esélye sem volt a két szörnyeteg ellen. 
Drahmin adta a kegyelemdöfést. 
Valójában Quan Chi küldte e két szörnyet, hogy fékezzék meg a földi harcosokat. 
Moloch és Drahmin ezután nyugatra indult el, amerre Kung Lao tart.

## Kung Lao útja, avagy a bosszúhadjárat
Kung Lao nyugat felé tartott és fogalma sem volt arról, hogy a két Oni követi. 
Tudta, hogy merre tart és hogy ott lesz Quan Chi a boszorkánymesterrel együtt. 
Hamarosan rátalált Shao Kahn palotájára, ami elég kihalt volt a halála óta. 
A trónteremben rátalált Quan Chi-re. 
Kegyetlen és véres harc alakult ki kettőjük között. Chi próbált csalásokkal a Shaolin harcos fölé kerekedni, de Kung Lao erejét megnövelte a bosszú gondolata. 
A trónterem hamarosan romhalmazzá vált, de végül Kung Lao lett a győztes. 
Ekkor vette észre, hogy az ellenfele nem is az igazi nekromanta, mivel mielőtt a földre hullott volna, szertefoszlott. A Shaolin ismerte ezt a trükköt. valószínűleg minden meghódított területre
csinált egy klónt. 
Lao ment volna tovább, mivel a küldetése nincs befejezve, de hatalmas ordítást hallott. 
Nem tudta honnan jön. A két Oni volt az. 
A Shaolin harcos tudta, hogy nem hátrálhat mert különben könnyen életét vesztheti, így hát kiállt Drahmin és Moloch ellen. Kung Lao hősiesen helytállt de nem bírta a harcot. 
A két Oni túl erős volt. 
Kung Lao megtépázott teste hevert a bestiák előtt és majdnem kilehelte a lelkét, mikor hirtelen egy portál nyílt meg előttük. Kilépett belőle Nitara és Reptile. 
A két jövevény könnyen legyőzte a harctól elfáradt szörnyeket. 
A vámpír kérdőre vonta Kung Laot, hogy ki ő, de Reptile tudta és készült végezni a Shaolinnal. 
Nitara nem hagyta, parancsolt a szaurinnak, hogy hagyja abba, de az nem hallgatott rá. 
A vámpír hátba támadta Reptilet és a nyakán keresztül kiszívta az összes vérét ezzel nagyobb erőre tett szert. 
Kung Lao talpra állt és nem értette, miért segített neki a vámpír. 
Mikor Nitara megtudta, hogy a császár halott, átállt a jók oldalára és esküt tett, hogy Kung Laoval tart az élete árán is.